# Porcellionides advena
Porcellionides advena är en kräftdjursart som först beskrevs av Anton Julius Stuxberg 1872.  Porcellionides advena ingår i släktet Porcellionides och familjen Porcellionidae. Inga underarter finns listade i Catalogue of Life.